# Cessna Citation Sovereign

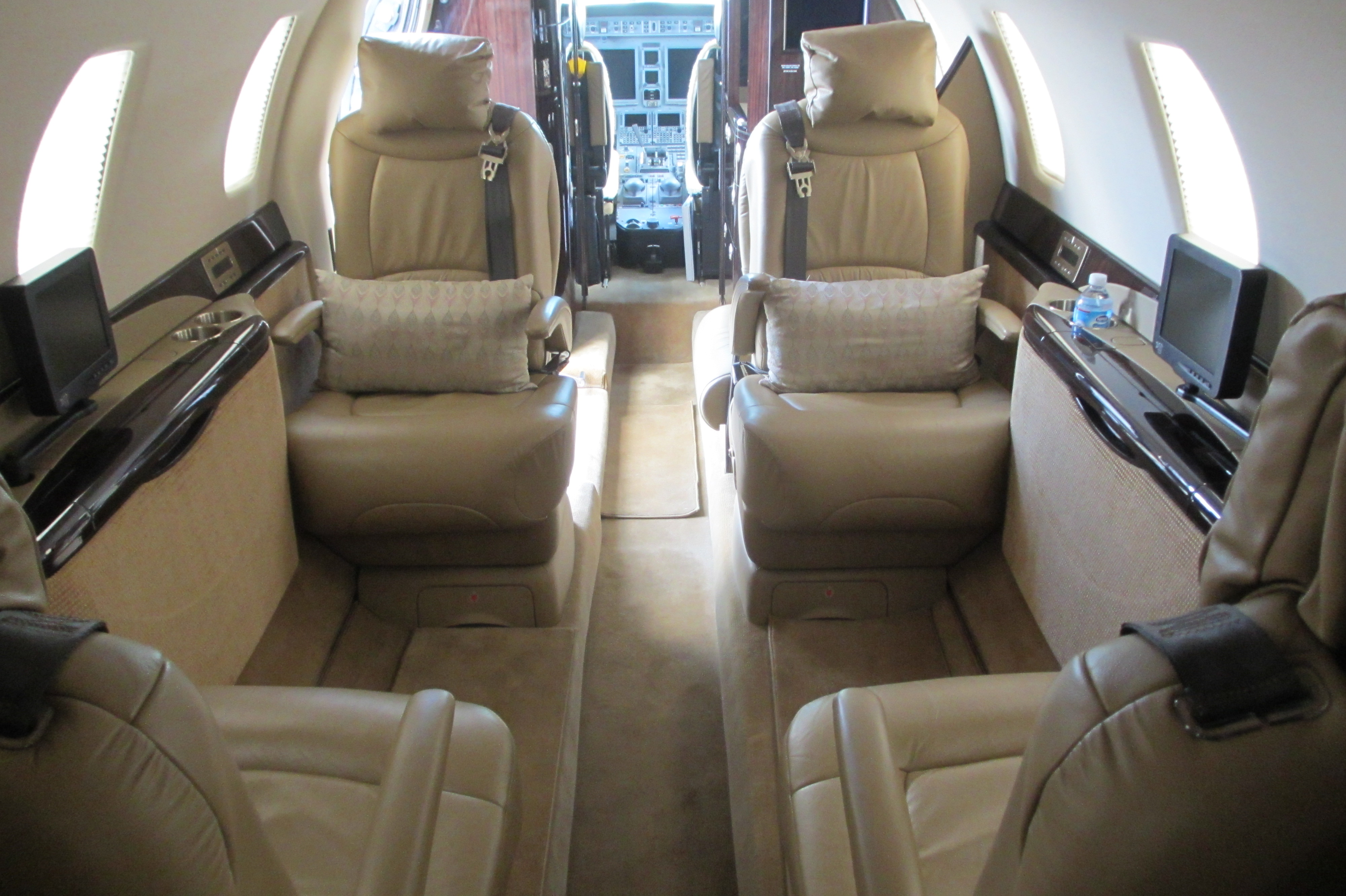
Interieur Cessna Citation Sovereign met club seating

De Cessna Citation Sovereign (Cessna 680) is een zakenjet van de Amerikaanse vliegtuigbouwer Cessna. Het toestel maakte zijn eerste vlucht in februari 2002. De productie is gestart in 2004. In 2013 kwam de Sovereign+ op de markt met nieuwe motoren en winglets. De productie is in 2021 geëindigd. De Sovereign werd opgevolgd door de Cessna Citation Longitude en de Cessna Citation Latitude. 

## Ontwikkeling
De Citation Sovereign is ontwikkeld uit de Cessna Citation Excel teneinde de concurrentie aan te gaan met de Hawker 800 en Learjet 60 zakenjets. Naast meer comfort in de cabine, waren betere prestaties (onder meer een hogere klim- en kruissnelheid) en groter vliegbereik de punten die verbeterd moesten worden. Met behoud van de bewezen operationele betrouwbaarheid van de Citation-serie. De Sovereign heeft een twee meter verlengde romp van de Citation Excel met een geheel nieuwe vleugel met 16,3 graden pijlstelling. Het toestel wordt voortgestuwd door twee  Pratt & Whitney  PW306C turbofans en haalt een kruissnelheid van 850 km/uur.

## Specificaties

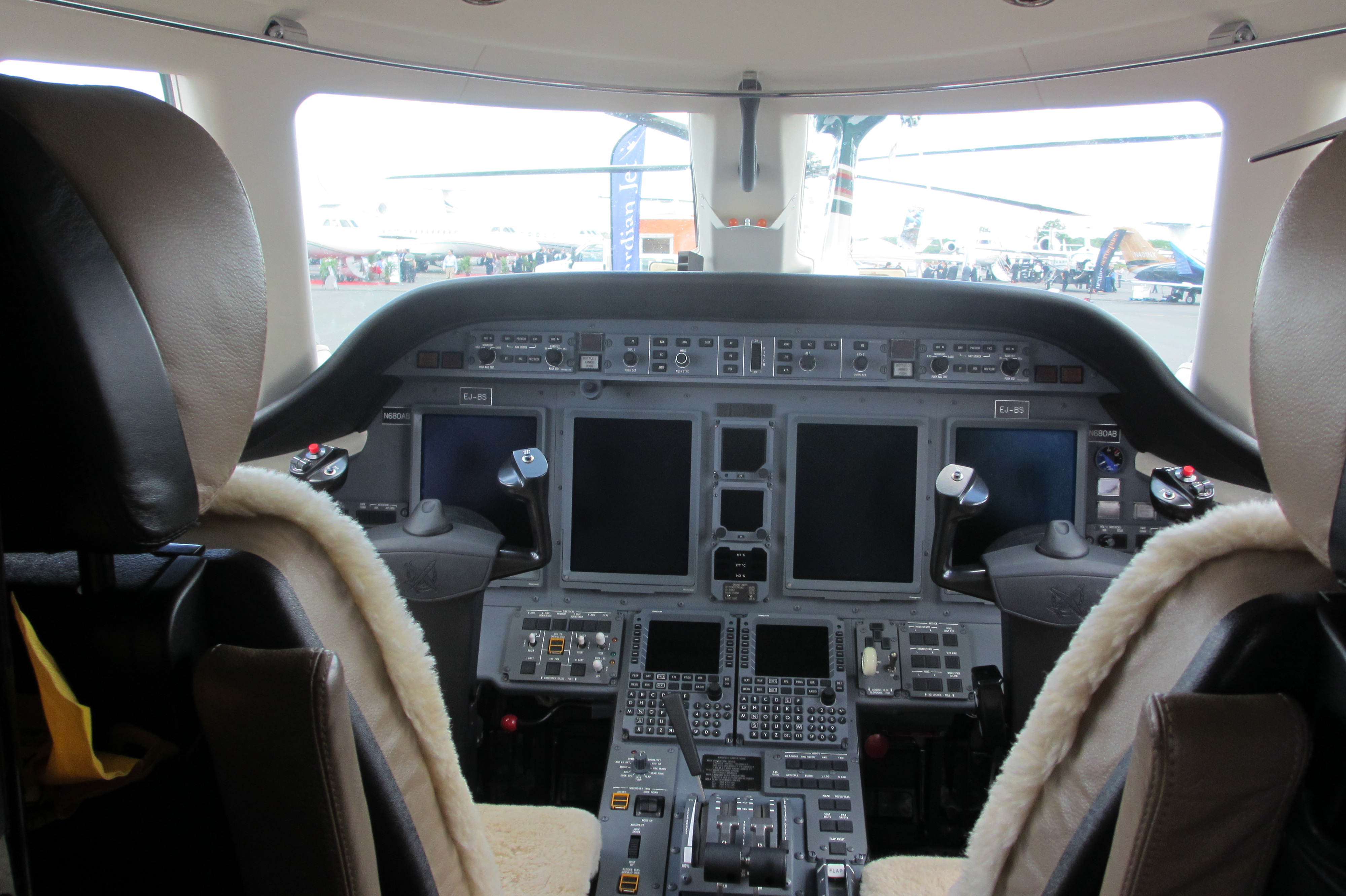
Citation glass cockpit met vier LCD schermen

### Inzittenden
- Bemanning: 2
- Capaciteit: 9 passagiers

### Afmetingen[1]
- Exterieur
  - Lengte: 19,35 m
  - Spanwijdte: 19,30 m
  - Hoogte: 6,20 m
- Cabine
  - Lengte: 7,7 m
  - Breedte: 1,68 m
  - Hoogte: 1,73 m

### Gewicht[2]
- Nuttige lading: 1.216 kg
- Leeggewicht: 9.435 kg
- Laadvermogen: 1.202 kg
- Maximum startgewicht: 13.744 kg

### Motoren[3]
- Motoren: 2 × Pratt & Whitney PW306C
- Aantal motoren: 2

### Snelheid
- Maximumsnelheid: Mach 0,8
- Kruissnelheid: 850 km/uur

### Actieradius
- Maximale actieradius: 5.273 km